# يونكر

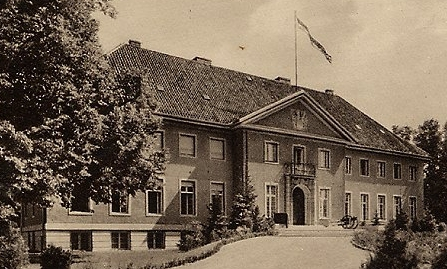

اليونْكَرْز أو اليونكر (بالألمانية: Junker) وهو لقب كان يطلق على الإقطاعيين الأثرياء في بروسيا (أبرز الولايات الألمانية قديما).

## أصول اليونكرز
اليونكرز الأوائل كانوا من أحفاد الفرسان الذين استقروا في بروسيا في العصور الوسطى.

## مناصبهم
لقد احتكروا المناصب العسكرية والمدنية في عهد فريدريك الأكبر في القرن السابع عشر الميلادي وما بعده.

## بعض إنجازاتهم
- قيادة بروسيا
- توحيد ألمانيا عام 1871 م تحت إمرة رجل الدولة أوتو فون بسمارك.[1]

## نفوذهم السياسي
لقد حاول الليبراليون في جمهورية فايمار تقليص سلطات اليونكرز بعد الحرب العالمية الأولى (1914 م - 1918 م). إلا أن باول فون هيندنبورغ، الرئيس المنتخب عام 1925 م والذي ينتمي إلى اليونكرز قد مَنَعَ تقليص نفوذهم.

## انقلابهم بمساعدة النازيين
لقد قام اليونكرز بقلب النظام في الجمهورية الألمانية عام 1933 م بمساعدة النازيين.